# Isla Gallipolis
Isla Gallipolis (en inglés: Gallipolis Island) es una isla estadounidense en el río Ohio, a lo largo de la costa de Gallipolis, Ohio en el condado de Mason, en el estado de Virginia Occidental, al este de los Estados Unidos. Estando dentro de los límites de Virginia Occidental, la isla de Gallipolis pertenecía a la ciudad del mismo nombre hasta que la ciudad vendió la isla en 2004 al Departamento de Pesca y Vida Silvestre para su inclusión en el Refugio Nacional de Vida Silvestre de las Islas del río Ohio.